# El terror
El terror es una película de terror estadounidense producida y dirigida en 1963 por Roger Corman. De bajo presupuesto, el rodaje tuvo lugar en varios sets abandonados por la productora AIP. La película fue estrenada bajo los títulos: Lady of the Shadows, The Castle of Terror y The Haunting. Posteriormente sería proyectada en el programa Cinema Insomnia como episodio.

## Argumento
En 1806, André Duvalier (Jack Nicholson), un joven soldado francés, es rescatado por Helene (Sandra Knight), una extraña mujer con gran parecido a Ilsa, la mujer del barón von Leppe (Boris Karloff), fallecida desde hace veinte años. Mientras investiga sobre la mujer descubre un secreto oculto del barón: tras encontrar a su esposa con otro hombre, razón por la que decidió matarlos.
Debido a ello, el espíritu de Ilsa bajo el control de una bruja (Dorothy Neumann) lleva dos años atormentando a su esposo viudo con el objetivo de que se suicide para que así puedan volver a estar juntos en el limbo, lo que el mismo barón piensa lo redimiría de su crimen pasional.

## Reparto
- Boris Karloff es el barón von Leppe/Eric.
- Jack Nicholson es André Duvalier.
- Dick Miller es Stefan.
- Sandra Knight es Helene/Ilsa.
- Dorothy Neumann es Katrina.
- Jonathan Haze es Gustaf.